# 阿覧欧虎
阿覧 欧虎（あらん はくとら、1984年1月31日 - ）は、ロシア連邦北オセチア・アラニヤ共和国ウラジカフカス市出身で三保ヶ関部屋（現役晩年に春日野部屋）に所属した元大相撲力士。本名はアラン・ガバライエフ（ロシア語：Ала́н Габара́ев、ラテン文字転写：Alan Gabaraev）、愛称はアラン。現役時代の身長は187cm、体重は156kg、血液型はO型。最高位は東関脇（2010年9月場所）。従弟は元間垣部屋の若ノ鵬。趣味はインターネット。

## 来歴
ロシアでは露鵬、白露山兄弟が所属した道場でレスリングを学び、国内のジュニア王者になるまでに成長したが、露鵬らの活躍に刺激を受けて相撲に転向。
2006年10月、大阪府堺市で開催された第14回世界相撲選手権大会個人無差別級で優勝。団体では大将として同国初優勝の立役者となった。個人戦・団体戦で二度、この年の国体成年Aと全日本相撲選手権大会を制した市原（のち清瀬海）を破っている。この一番を観戦していた露鵬の世話で三保ヶ関部屋に入門し、外国人の世界王者としては史上初の角界入りとなった。同年12月に入門したがこのとき年齢制限間際の22歳11か月であった。同じ出羽海一門である北の湖部屋の白露山が教育係を務めていた。
初土俵同期は山本山、栃乃若、市原、天鎧鵬など後に幕内に昇進した力士ばかりで当時としては「近年稀に見る豊作」であり、中でも栃乃若は横綱昇進まで親方衆に期待されていた。しかし自身が同期の中で唯一の三役昇進者となっており、結果的には出世頭となっている。
四股名について師匠の三保ヶ関親方（元大関・増位山）は、「阿覧は発音が本名でもあるし、呼びやすい。ロシアは虎が有名なので、欧州から来た虎のように強くなってほしいという願いを込めた」と命名の理由を説明した。名は「欧虎」であるが、番付に載った3月場所では「白虎」と誤記され、序ノ口優勝のときの表彰状にも誤記されている。翌場所からは訂正されている。
2007年1月場所の前相撲で初土俵を踏み、翌3月場所では序ノ口で7戦全勝優勝を果たした。翌場所からは序二段を1場所で、三段目を2場所で通過し幕下に昇進した。2008年1月場所では連勝記録を「30」と伸ばしていた土佐豊に土を付けた。幕下でも勝ち越しを続け、7月場所での十両昇進が決定した。新十両で迎えた7月場所では10勝5敗と二桁勝利をあげた。9月場所では西十両6枚目まで番付を上げ、場所前に同じロシア出身の3関取（露鵬、白露山、若ノ鵬）が大麻問題で解雇処分を受けるもショックにめげず12勝3敗の好成績で十両優勝を果たし、11月場所で前相撲からの所要11場所（琴欧洲と並び当時史上最速タイ、現在は常幸龍の9場所が最速）での新入幕を果たした。

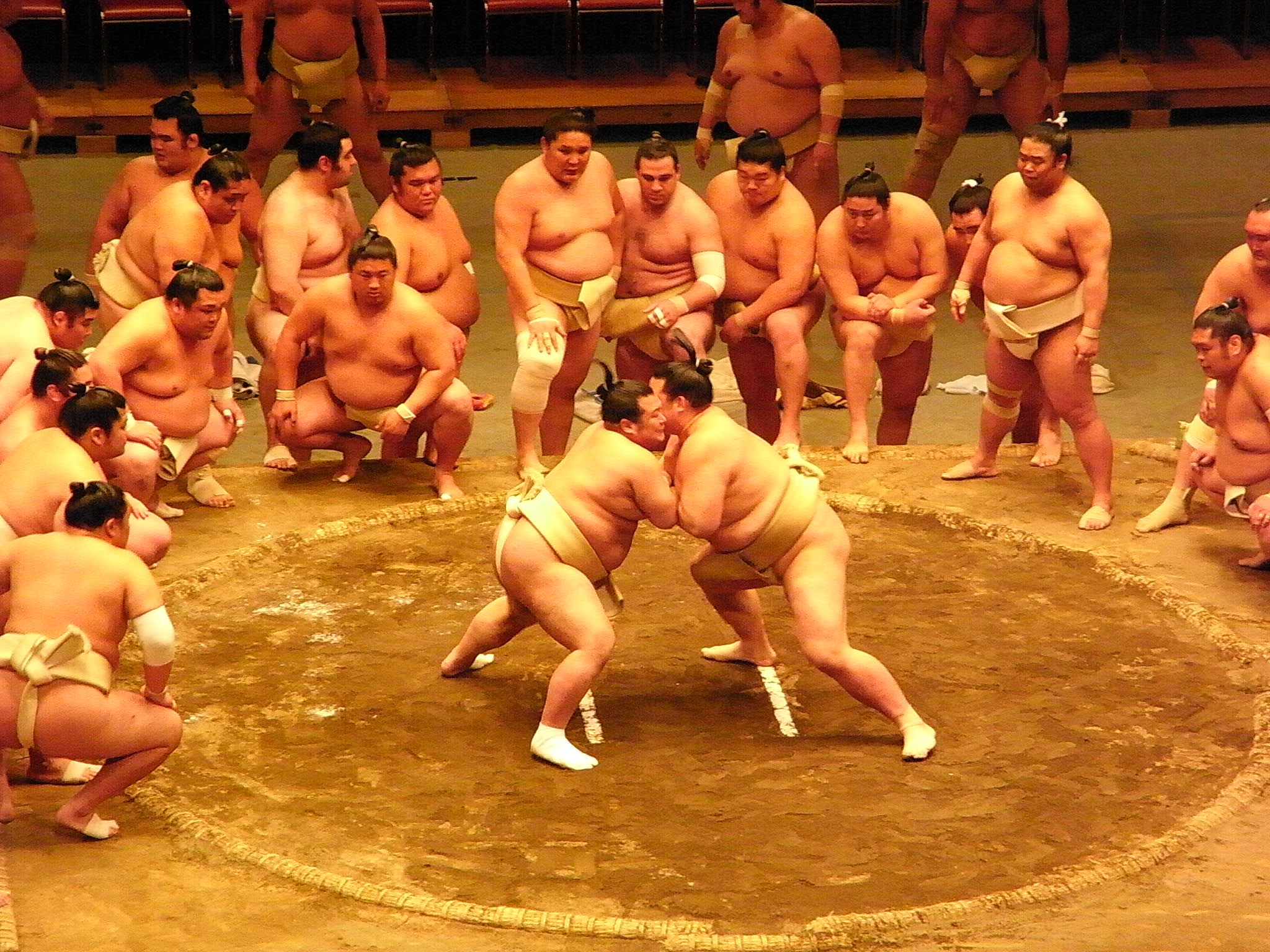
横綱審議委員会稽古総見での阿覧関（2009年4月29日撮影）

2009年7月場所11日目の時天空との一番で初めて水入りを経験しているが、本人は水入りを知らなかったため、なぜ行司が止めるかわからなかった（相撲は時天空に寄り切りで負けている）。同年9月場所9日目（9月21日）の高見盛との一番で、はたきこむ際に高見盛のまげに指が入ってしまうという反則を行い自身初の反則負けとなった。反則の前には強烈な張り手を高見盛に十数発お見舞いした。高見盛は後で「俺はサンドバッグではない」とコメントしている。2009年11月場所5日目でも玉乃島戦でまげ掴みで反則負け。これは大相撲史上初の2場所連続反則負けである。
2010年5月場所は前場所に1勝14敗と大敗を喫し東前頭10枚目の地位まで下がった。この場所は横綱・大関との対戦はなかったものの、順調に勝ち星を重ね、最終的に12勝3敗で取り終えた。引き技に頼らず正攻法の突き押しに徹したことが評価されて自身初の三賞（敢闘賞）を受賞した。翌7月場所は6日目から10連勝して11勝4敗で取り終え、2場所連続で敢闘賞を受賞し、翌9月場所では新三役に昇進し、小結を通り越して関脇に昇進した。その場所では12日目に負け越しが決まり、その後3連勝して7勝8敗と踏みとどまったが、小結に下がった翌11月場所では4勝11敗と大敗を喫し、三役から陥落した。2011年9月場所は再び三役 (小結) に復帰したが、5勝10敗の大敗に終わった。2012年11月場所では相撲に進展を見せた。西前頭7枚目で8勝7敗という平凡な成績ながら、浅い上手を取る堅実な相撲が目立った。
2013年9月場所を最後に三保ヶ関部屋は閉鎖され、春日野部屋に移籍することとなる。三保ヶ関部屋力士としては2013年9月場所が最後の本場所となったが、11日目に早々と負け越し3勝12敗に終わる。なお、同場所千秋楽若の里戦で黒星を喫した直後にも引退を示唆する発言をしていた。9月場所の前後から気力の衰えや師匠（三保ヶ関）の停年による部屋閉鎖に傷心した様子を見せていたようであり、「師匠と一緒に終わりたい」とも発言していた。このことから春日野部屋に移籍する前から現役を続行する意思はなかったものと思われる。場所後、10月3日に春日野部屋へ移籍し、同月6日、7日の花相撲には参加したが8日に突如引退届を提出し、同日午後1時に記者会見が開かれた。そのわずか2日後に仲間内で髷を切り落としてロシアに帰郷し、その後すぐにホテル経営に参加しており、今後は実業家の道を進むと思われる。番付編成会議後の引退表明のため、11月場所の番付は幕尻（東前頭16枚目）に四股名が残った。

## エピソード
- 幕内上位定着後は巧みな話術で支度部屋を沸かせている阿覧であるが、日本語の習得自体は遅かったために、相撲教習所での卒業試験に合格できず、落第を経験した。2008年9月場所千秋楽における十両力士優勝インタビューでも、アナウンサーからの質問に微笑み返すか単語単位での返答しかできず、「阿覧は日本語の聞き取りは出来るが、発言はまだできない」と解説された。
- 2008年7月場所3日目のNHKによる新十両インタビューでは、憧れている力士は安馬（当時）であること、ロシアに居た時に白露山・露鵬などの取組を見て憧れて来日したこと、日本に来てから下半身の筋肉を中心に20kgもの増量をしたことなどを語った。
- 2008年12月、左ほおの内側部分に3cmほどの悪性腫瘍（口腔癌とも報じられたが後に誤報であることが発覚する）[3]が見つかり、手術した。
- 筋骨隆々の体を生かした、力相撲が彼の持ち味であるが、同時に立合いの変化が多いことでも知られている。叩き込みの頻度は大変なものであり、生涯戦績において決まり手の最大多数を占めるに至った。他にも引き落としで12勝、突き落としで5勝と、通算白星の半分近くが引き技で占められる。
- 2013年3月場所5日目の時天空戦では「廻し待った」が掛かった際に時天空と共に廻しから差し手を離してしまった。[9][10]
- 叩きがまともで呼び込むことが多い上に、叩く際に髷に指が入る癖もあるなど、「悪癖のデパート」と酷評されることもあった。事実、阿覧は幕内において反則負けを3度記録したが、これは3度目（2011年技量審査場所7日目・嘉風戦）の時点でワースト記録であった[11][12][13]。
- 三保ヶ関が審判副部長を務めていた頃は「審判副部長の愛弟子」という事情もあってか、幕内において優遇と取れるほどの番付運に恵まれていた。特に大敗した次の場所にそれが顕在化する傾向にあり、2010年11月場所は東小結から4勝11敗で3枚下降に留まり、2010年3月場所では西前頭2枚目から1勝14敗でわずか7枚半下降で済んだなどがその例に挙がる。
- 突然の引退の直因は体力の衰えであるとされ、新関脇だった2010年秋場所で160キロ近くあった体重は、東前頭7枚目で3勝12敗の2013年秋場所では130キロほどに減少していた[14]。但し、『相撲』2012年8月号89頁の記事では「今は145キロで新十両の時と同じ。今までが太り過ぎだった。」と本人が応えており、このため真相ははっきりしていないと言える。
- 好物はポン酢。角界時代はフグを食べに行った際にポン酢を過剰摂取し、家に帰るなり倒れて救急搬送されたことがある[15]。

## 合い口
- 第68代横綱・朝青龍には0勝1敗。
- 第69代横綱・白鵬には0勝12敗。
- 第70代横綱・日馬富士には2勝10敗。日馬富士の大関時代は2勝9敗、横綱昇進後は1敗。
- 第71代横綱・鶴竜には1勝12敗。鶴竜の大関時代は4戦全敗。横綱昇進後は対戦なし。
- 第72代横綱・稀勢の里には3勝9敗。稀勢の里の大関時代は3戦全敗。横綱昇進後は対戦なし。
- 元大関・千代大海には0勝1敗。
- 元大関・出島には1勝2敗。いずれも出島の大関陥落後の対戦。
- 元大関・雅山には5勝2敗。いずれも雅山の大関陥落後の対戦。
- 元大関・魁皇には1勝6敗。
- 元大関・琴欧洲には1勝10敗。
- 元大関・琴光喜には0勝2敗。
- 元大関・把瑠都には2勝8敗。把瑠都の大関時代は1勝7敗。
- 元大関・琴奨菊には2勝10敗。琴奨菊の大関時代は1勝4敗。
- 元大関・豪栄道には4勝5敗。いずれも豪栄道の大関昇進前の対戦。
- 元大関・栃ノ心には7勝7敗。いずれも栃ノ心の大関昇進前の対戦。
- 元大関・高安には6勝0敗。いずれも高安の大関昇進前の対戦。

## 主な成績

### 通算成績
- 通算成績：263勝258敗 勝率.505
- 幕内成績：196勝239敗 勝率.451
- 現役在位：40場所 (番付上は41場所)
- 幕内在位：29場所 (番付上は30場所)
- 三役在位：3場所 (関脇1場所、小結2場所)

### 各段優勝
- 十両優勝：1回（2008年9月場所）
- 序ノ口優勝：1回（2007年3月場所）

### 三賞・金星
- 敢闘賞：2回
- 金星：なし

### 場所別成績
| | 一月場所 初場所（東京） | 三月場所 春場所（大阪） | 五月場所 夏場所（東京） | 七月場所 名古屋場所（愛知） | 九月場所 秋場所（東京） | 十一月場所 九州場所（福岡） |
| --- | ----------------------- | ----------------------- | ----------------------- | --------------------------- | ----------------------- | --------------------------- |
| 2007年 （平成19年） | （前相撲）              | 東序ノ口33枚目 優勝 7–0 | 西序二段26枚目 6–1      | 東三段目60枚目 5–2          | 東三段目31枚目 6–1      | 西幕下49枚目 6–1            |
| 2008年 （平成20年） | 東幕下21枚目 6–1        | 東幕下5枚目 4–3         | 西幕下2枚目 5–2         | 東十両14枚目 10–5           | 西十両6枚目 優勝 12–3   | 西前頭10枚目 8–7            |
| 2009年 （平成21年） | 西前頭6枚目 5–10        | 西前頭11枚目 10–5       | 西前頭4枚目 8–7         | 東前頭筆頭 4–11             | 東前頭7枚目 7–8         | 東前頭8枚目 7–8             |
| 2010年 （平成22年） | 西前頭10枚目 10–5       | 西前頭2枚目 1–14        | 東前頭10枚目 12–3 敢    | 東前頭2枚目 11–4 敢         | 東関脇 7–8              | 東小結 4–11                 |
| 2011年 （平成23年） | 東前頭3枚目 5–10        | 八百長問題 により中止   | 東前頭5枚目 6–9         | 西前頭6枚目 10–5            | 西小結 5–10             | 東前頭3枚目 4–11            |
| 2012年 （平成24年） | 東前頭7枚目 8–7         | 西前頭4枚目 9–6         | 東前頭筆頭 5–10         | 東前頭5枚目 9–6             | 東前頭2枚目 3–12        | 西前頭7枚目 8–7             |
| 2013年 （平成25年） | 西前頭4枚目 7–8         | 東前頭5枚目 8–7         | 西前頭3枚目 4–11        | 東前頭10枚目 8–7            | 東前頭7枚目 3–12        | 東前頭16枚目 引退 –         |
| 各欄の数字は、「勝ち-負け-休場」を示す。 優勝 引退 休場 十両 幕下 三賞：敢=敢闘賞、殊=殊勲賞、技=技能賞 その他：★=金星 番付階級：幕内 - 十両 - 幕下 - 三段目 - 序二段 - 序ノ口 幕内序列：横綱 - 大関 - 関脇 - 小結 - 前頭（「#数字」は各位内の序列） |                         |                         |                         |                             |                         |                             |

### 幕内対戦成績
| 力士名   | 勝数 | 負数 | 力士名     | 勝数 | 負数 | 力士名   | 勝数 | 負数 | 力士名   | 勝数 | 負数 |
| -------- | ---- | ---- | ---------- | ---- | ---- | -------- | ---- | ---- | -------- | ---- | ---- |
| 碧山     | 5    | 2    | 朝青龍     | 0    | 1    | 朝赤龍   | 4    | 6    | 安美錦   | 3    | 6    |
| 勢       | 0    | 3    | 岩木山     | 3    | 5    | 隠岐の海 | 3    | 4    | 魁皇     | 1    | 6    |
| 魁聖     | 4    | 2    | 臥牙丸     | 3    | 5    | 垣添     | 4    | 1    | 鶴竜     | 1    | 12   |
| 春日王   | 2    | 0    | 稀勢の里   | 3    | 9    | 北太樹   | 6    | 3    | 木村山   | 2    | 1    |
| 旭秀鵬   | 1    | 0    | 旭天鵬     | 6    | 6    | 豪栄道   | 4    | 5    | 光龍     | 2    | 0    |
| 黒海     | 2    | 2    | 琴欧洲     | 1    | 10   | 琴奨菊   | 2    | 10   | 琴光喜   | 0    | 2    |
| 琴勇輝   | 0    | 1    | 佐田の富士 | 1    | 2    | 霜鳳     | 1    | 2    | 常幸龍   | 0    | 2    |
| 翔天狼   | 6    | 1    | 松鳳山     | 1    | 5    | 蒼国来   | 0    | 1    | 大道     | 5    | 1    |
| 高見盛   | 4    | 1    | 髙安       | 6    | 0    | 宝富士   | 1    | 2    | 豪風     | 8    | 4    |
| 玉飛鳥   | 1    | 1    | 玉乃島     | 1    | 2    | 玉鷲     | 5    | 4    | 千代大海 | 0    | 1    |
| 千代大龍 | 3(1) | 0    | 千代白鵬   | 1    | 1    | 出島     | 1    | 2    | 天鎧鵬   | 0    | 1    |
| 時天空   | 3    | 10   | 德勝龍     | 1    | 1    | 德瀬川   | 2    | 1    | 土佐ノ海 | 3    | 0    |
| 土佐豊   | 0    | 3    | 栃煌山     | 10   | 2    | 栃ノ心   | 7    | 7    | 栃乃洋   | 3    | 3    |
| 栃乃若   | 1    | 1    | 豊桜       | 1    | 0    | 豊ノ島   | 4    | 7    | 豊響     | 7    | 3    |
| 白馬     | 3    | 1    | 白鵬       | 0    | 12   | 把瑠都   | 2    | 8    | 日馬富士 | 2    | 10   |
| 富士東   | 1    | 2    | 武州山     | 2    | 1    | 普天王   | 1    | 1    | 豊真将   | 6    | 6    |
| 北勝力   | 1    | 1    | 将司       | 2    | 0    | 舛ノ山   | 1    | 4    | 雅山     | 5    | 2    |
| 妙義龍   | 1    | 4    | 猛虎浪     | 2    | 0    | 山本山   | 3    | 0    | 芳東     | 1    | 0    |
| 嘉風     | 7    | 8    | 若荒雄     | 2    | 0    | 若の里   | 5    | 6    |          |      |      |

## 改名歴
- 阿覧 欧虎（あらん はくとら）2007年1月場所 - 2013年9月場所